# Nationair Canada
Nationair Canada (ab 1990 im Markenauftritt verkürzt Nationair) war eine kanadische Fluggesellschaft, die hauptsächlich Charterflüge durchführte. Daneben betrieb das Unternehmen zwei Linienflugstrecken nach Europa und setzte seine Flugzeuge im Wet-Lease auch für andere Fluglinien ein.

## Geschichte

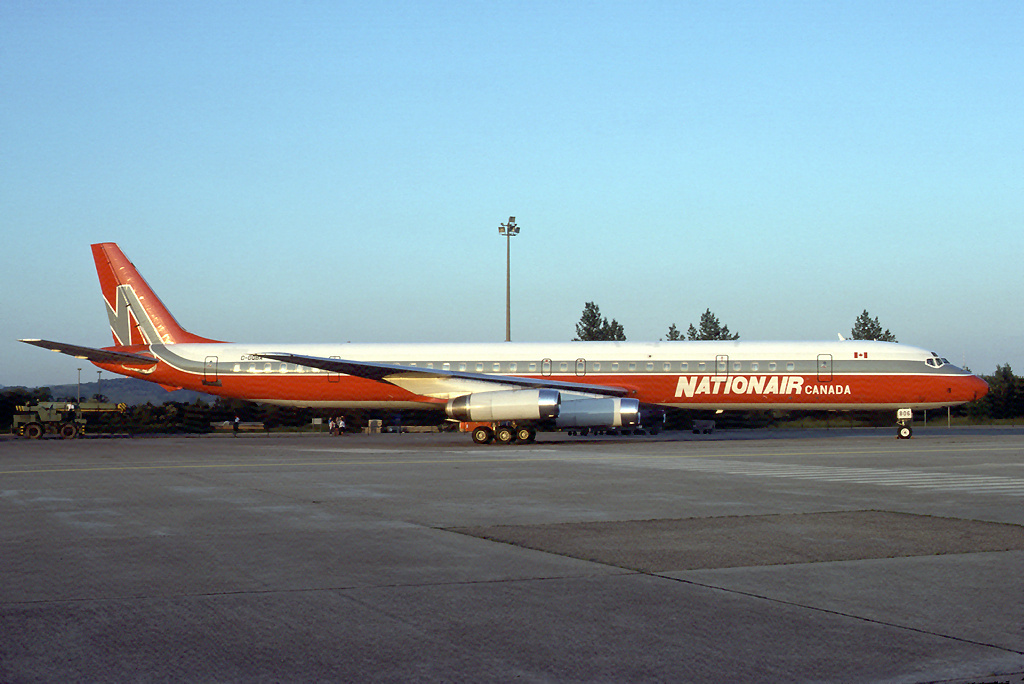
Eine Douglas DC-8-63 in der ursprünglichen Farbgebung der Nationair Canada auf dem Flughafen Basel-Mülhausen.

Am 14. Januar 1980 gründete Robert Obadia, der zuvor als Vizepräsident die Charterflug-Abteilung der Quebecair geleitet hatte, die in Montréal-Mirabel ansässige Nolisair International. Das als Charterfluggesellschaft geplante Unternehmen erhielt aber vom kanadischen Transportministerium zunächst kein Air Operator Certificate (AOC). Eine entsprechende behördliche Betriebsgenehmigung wurde erst im September 1983 infolge der eingeleiteten Deregulierung des kanadischen Luftverkehrs erteilt. Robert Obadia wandelte die Nolisair International Inc. daraufhin im Jahr 1984 in eine Holding um und übertrug das AOC auf deren neu gegründete Tochtergesellschaft Nationair Canada, an der er zur Hälfte beteiligt war.
Die auf dem Flughafen Montréal-Mirabel beheimatete Nationair Canada nahm ihren Betrieb am 19. Dezember 1984 mit zwei von Japan Air Lines geleasten Douglas DC-8-61 auf. Im ersten Geschäftsjahr flog die Gesellschaft 16 Zielorte in Mexiko und der Karibik regelmäßig im IT-Charterverkehr an. Erste transatlantische Charterflüge nach Großbritannien, Frankreich und Portugal führte das Unternehmen im Sommer 1985 durch. Robert Obadia gründete am 28. Mai 1985 mit der Aviation Technair ein weiteres Tochterunternehmen der Holding Nolisair International, welches die Wartungen an den Maschinen der Nationair übernahm. Im Frühjahr 1986 zog sich der Mitbewerber Quebecair vom Chartermarkt zurück, wodurch sich Nationair zusätzliche Aufträge sichern konnte. Zu dieser Zeit betrieb die Gesellschaft fünf Maschinen des Typs Douglas DC-8 und beschäftigte 250 Mitarbeiter.
In Ergänzung zum Charterflugbetrieb eröffnete Nationair am 3. Mai 1987 eine Linienstrecke zwischen Montreal und Brüssel, auf der sie mit sehr niedrigen Preisen gegen die etablierten Fluggesellschaften antrat. Ein Jahr später erfolgte die Aufnahme des Linienverkehrs zwischen Hamilton und London-Gatwick. Ab Juni 1988 setzte das Unternehmen zwei Douglas DC-8 im Wet-Lease für die spanische Fluggesellschaft Hispania innerhalb Europas ein. Im Folgejahr wurde ein ähnlicher Leasingvertrag mit der französischen Union de Transports Aériens geschlossen. Mit der Indienststellung von gebrauchten Boeing 747 sowie durch die Übernahme der Charterfluggesellschaft Odyssey International mitsamt ihren geleasten Boeing 757 vergrößerte das Unternehmen seine Flotte ab Frühjahr 1990 erheblich. Parallel dazu wurden die älteren Douglas DC-8 schrittweise ausgemustert. Durch die schnelle Expansion stieg Nationair zur drittgrößten kanadischen Fluggesellschaft auf.
Der Absturz einer vollbesetzten Douglas DC-8 am 11. Juli 1991 in Dschidda leitete den wirtschaftlichen Niedergang des Unternehmens ein. Häufige Verspätungen und technisch bedingte Flugausfälle verstärkten den negativen Eindruck in der Öffentlichkeit und führten dazu, dass mehrere Reiseveranstalter ihre Charterverträge nicht verlängerten. Am 19. November 1991 traten die Flugbegleiter in einen unbefristeten Streik, um bessere Arbeitsbedingungen zu erzwingen. Die Geschäftsleitung sperrte daraufhin alle gewerkschaftlich organisierten Flugbegleiter aus. Am Ende des 16-monatigen Arbeitskampfs, in dessen Verlauf die Linienflüge nach London-Gatwick eingestellt wurden, hatte sich die finanzielle Situation des Unternehmens erheblich verschlechtert. Um den Rückgang im Chartergeschäft zu kompensieren, bot Nationair ab dem 1. Februar 1993 sehr preisgünstige Linienflüge von Montreal und Toronto nach Ottawa an. Gleichzeitig wurde eine neue Linienverbindung zwischen Ottawa und Brüssel eingerichtet.
Die Einstellung des Flugbetrieb erfolgte am 22. März 1993, nachdem das Unternehmen fällige Landegebühren und Steuern in Höhe von 60 Millionen CAD nicht zahlen konnte. Die Verbindlichkeiten der Nationair beliefen sich zu dieser Zeit auf insgesamt 87,6 Millionen CAD beziehungsweise etwa 70 Millionen US-Dollar. Ihr größter Privatgläubiger war die US-amerikanische Flugzeugleasinggesellschaft ILFC, die offene Außenstände von 8,8 Millionen CAD einforderte. Am 31. März 1993 wurde das Insolvenzverfahren eingeleitet. Der Konkurs der Gesellschaft folgte am 12. Mai 1993.

## Zwischenfälle
- Am 7. August 1990 gerieten zwei Triebwerke einer Boeing 747 in Brand, während die Piloten die Maschine nach der Landung in London-Gatwick mit der Schubumkehr abbremsten. Alle 459 Insassen überlebten den Zwischenfall, einige von ihnen erlitten leichte Verletzungen bei der Evakuierung. Durch das schnelle Eingreifen der Flughafenfeuerwehr konnte eine Ausbreitung des Feuers auf andere Bereiche des Flugzeugs verhindert werden.[17]

- Am 11. Juli 1991 stürzte eine Douglas DC-8-61 (Luftfahrzeugkennzeichen: C-GMXQ) nahe dem Flughafen Dschidda in Saudi-Arabien ab. Mit der an Nigeria Airways geleasten Maschine sollte Mekka-Pilger zurück nach Sokoto in Nigeria gebracht werden. Beim Start in Dschidda waren zwei Reifen des linken Hauptfahrwerkes geplatzt und in Brand geraten. Nach dem Einziehen des Fahrwerkes breitete sich das Feuer im Rumpf der Maschine aus und zerstörte die Hydraulikleitungen. Die Piloten versuchten, nach Dschidda umzukehren und meldeten dabei Probleme mit der Steuerung. Das Flugzeug stürzte um 8:38 Uhr Ortszeit etwa drei Kilometer südlich der mittleren Landebahn 34 mit einer Geschwindigkeit von 440 Kilometern pro Stunde auf den Boden und explodierte beim Aufprall. Alle 261 Insassen, darunter 14 kanadische Besatzungsmitglieder, kamen bei dem Unfall ums Leben (siehe auch Nigeria-Airways-Flug 2120).[18][19]

## Flotte
Nationair Canada betrieb im Lauf ihrer Geschichte insgesamt folgende Flugzeuge:
- Boeing 747-100 und 747-200
- Boeing 757-200
- Douglas DC-8-61, DC-8-62 und DC-8-63

Zum Zeitpunkt der Betriebseinstellung bestand die Flotte aus sechs Boeing 747-200 und neun Boeing 757-200.